# Stanisław Żmijan
Stanisław Żmijan (Tarnogród; 13 de Dezembro de 1956 — ) é um político da Polónia. Ele foi eleito para a Sejm em 25 de Setembro de 2005 com 7708 votos em 7 no distrito de Chełm, candidato pelas listas do partido Platforma Obywatelska.
Ele também foi membro da Sejm 2001–2019, 2023.